# Winter on Fire: Ukraine's Fight for Freedom
Winter on Fire: Ukraine's Fight for Freedom (no Brasil, Inverno em Chamas: A Luta pela Liberdade da Ucrânia) é um documentário anglo-estadunidense-ucraniano produzido pela Netflix, que trata sobre Euromaidan, uma onda de manifestações populares na Ucrânia. Foi apresentado originalmente em 9 de outubro de 2015 no Festival de Cinema de Toronto. Ele foi indicado ao Oscar de melhor documentário em 2016.